# 藤堂高矗
藤堂 高矗（とうどう たかなお）は、伊勢久居藩の第11代藩主。久居藩藤堂家11代。久居陣屋の主。

## 生涯
明和8年（1771年）1月11日、本家の伊勢津藩の家臣・藤堂高璞（称真院）の子として生まれる（生年は明和2年（1765年）とも）。藤堂出雲家の第7代当主・藤堂高周の養子となり（高矗は藤堂出雲家の第6代当主・藤堂高文の孫である）、天明元年（1781年）に久居藩の第10代藩主・高衡が死去したためその家督を継いだ。

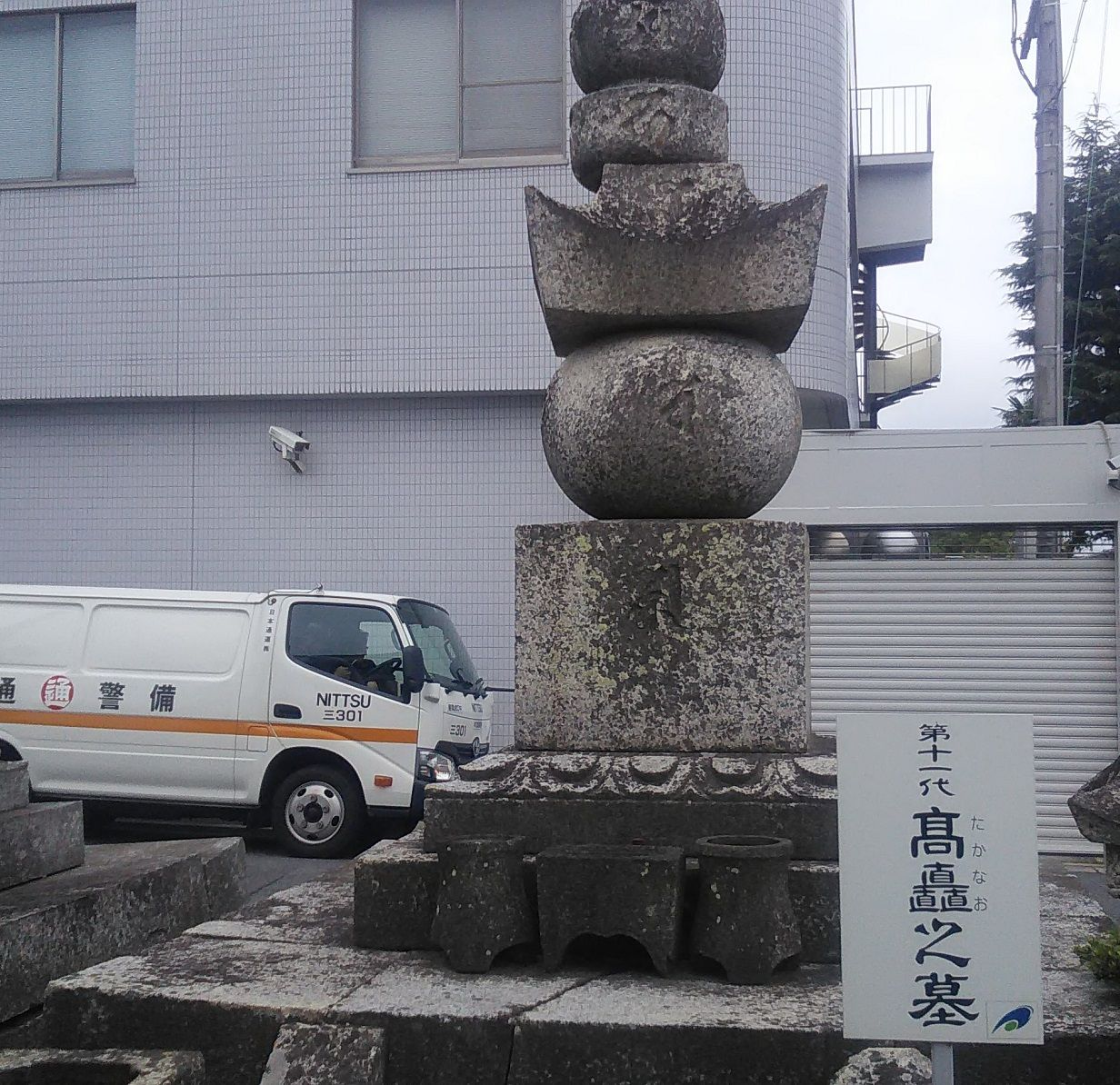
藤堂高矗の墓(津市寒松院)

天明5年（1785年）12月18日に従五位下・佐渡守に叙位・任官する。藩政では凶作による藩財政難で倹約、経費節減に努めた。寛政2年（1790年）9月2日、久居で死去した。享年20。跡を津藩藤堂宗家から養子に迎えた高兌が継いだ。

## 系譜
父母
- 藤堂高璞（実父）
- 藤堂高周（養父）
- 藤堂高衡（養父）

養子
- 藤堂高兌 − 藤堂高嶷の子